# دهه ۱۴۶۰ (میلادی)
دهه ۱۴۶۰ (میلادی) صد و چهل و ششمین دهه تقویم میلادی است.

## درگذشتگان
‎